# ورودی زباله، خروجی زباله
ورودی زباله، خروجی زباله (به انگلیسی: garbage in garbage out یا به شکل واژه مختصر GIGO) یک عبارت در زمینه علوم کامپیوتر یا فناوری اطلاعات و ارتباطات است. این اصل مشهور کامپیوتر به معنای این است که اگر داده‌های نامعتبر به سیستم وارد شود، خروجی به دست آمده نیز نامعتبر خواهد بود. اگر چه در ابتدا این واژه در نرم‌افزارهای کامپیوتری استفاده می‌شد، اما در اصل برای تمام سیستم‌ها صادق است، برای نمونه در سیستم‌های تصمیم‌گیری.
در گیگو در درجه نخست باید به این واقعیت توجه کرد که کامپیوتر بی چون و چرا پردازش هر دادهٔ ورودی حتی نامعتبر را به عهده می‌گیرد و نتیجهٔ پردازش به تناسب داده‌های ورودی ما خواهد بود.
این اصطلاح به عنوان یک اصطلاح آموزشی توسط جورج فیوچسل (Fuechsel) ابداع شد، که تکنسین و مدرس شرکت آی بی ام ۳۰۵ RAMAC در نیویورک است.
با توجه به اصل گیگو برنامه نویسان در اوایل برای آزمایش تقریباً هر گام برنامه خود داده‌های مورد نیاز را به صورت ورودی وارد می‌کنند و با توجه به هشدار داده شده به ورودی‌های ناقص یا نامعتبر آن‌ها را اصلاح و دگرگون می‌کنند به صورتی که در دستگاه قابل پردازش باشد و نتیجهٔ مورد نیاز آن‌ها را به صورت خروجی بدهد.
همچنین موارد دیگری برای استفاده از مفهوم گیگو وجود دارند برای نمونه از این اصطلاح به عنوان توضیحی برای بیان کیفیت پایین فایل‌های صوتی دیجیتالی یا فایل‌های تصویری استفاده می‌شود و یا از این واژه در پردازش سیگنال‌ها به صورت دیجیتال هنگامی که خروجی ما به صورت اشتباه به دست می‌آید استفاده می‌شود.
همچنین این اصل اساسی، توسط مخترعین اولین دستگاه‌های طراحی محاسبات و دستگاه برنامه‌ریزی شده برای دادن اطلاعات و پردازش آن‌ها در نظر گرفته می‌شده‌است.